# Рунку (Илфов)
Рунку (рум. Runcu) насеље је у Румунији у округу Илфов у општини Даскалу Креаца. Oпштина се налази на надморској висини од 86 m.

## Становништво
Према подацима из 2002. године у насељу је живело 18 становника, од којих су сви румунске националности.